# Permanganate d'argent
Le permanganate d'argent (AgMnO4) peut être synthétisé par réaction entre le permanganate de potassium et le nitrate d'argent.
Ce composé est utilisé dans les masques à gaz, il est aussi utilisé pour la synthèse de hollandite à l'argent,.